# Cementiri de Heath Wood
El cementiri de Heath Wood és un cementiri viking prop d'Ingleby (Derbyshire).
Heath Wood està format per una sèrie de 59 túmuls que formen una necròpolis vikinga prop d'Ingleby, Derbyshire. El cementiri de Heath Wood és l'únic lloc de cremació escandinau que es coneix a les Illes Britàniques. Es creu que va ser un cementiri de guerra del gran exèrcit viking quan arribaren a Anglaterra, entre el 873-8 dC. Les primeres excavacions de Thomas Bateman, el maig del 1855, trobaren que alguns dels monticles eren cenotafis buits, quan presumiblement els cossos no havien estat recuperats.
Una excavació del 2004 tragué a la llum un seguit de troballes que actualment estan dipositades al Derby Museum and Art Gallery. Es creu que aquestes restes són del mateix període que les tombes descobertes prop de Repton. Tanmateix, les tombes de Repton no són cremacions.